# Seacat

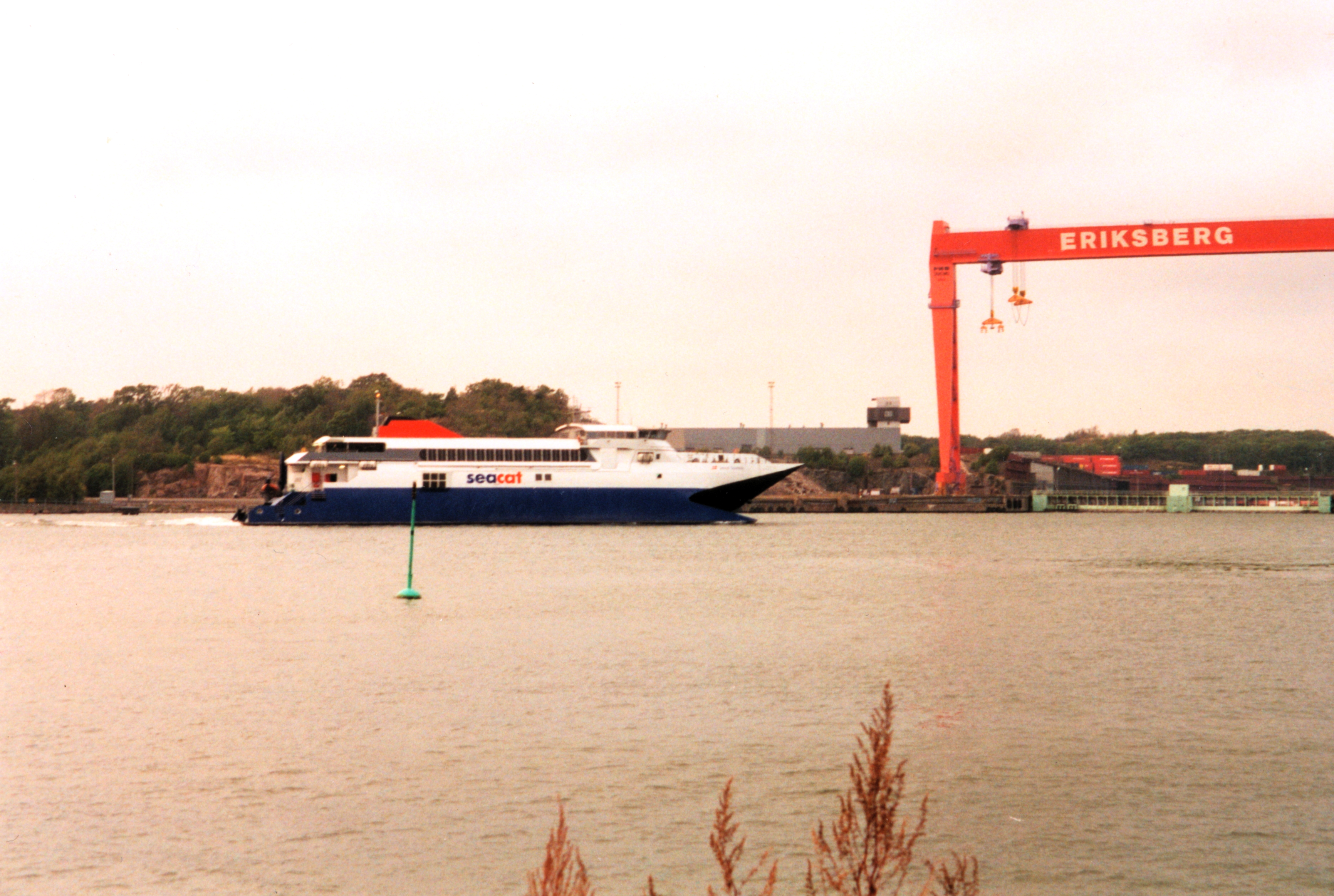
Seacat vid Klippan (1992-93)

Seacat (marknadsfört som SeaCat) är ett brittiskt färjerederi. Det var åren 1993–2000 verksamt i Skandinavien på rutten Göteborg–Frederikshavn. -cat syftar på catamaran, eftersom de ofta (inklusive på den svensk-danska färjerutten ovan) verkat med just katamaraner.